# 默勒尔 (石勒苏益格-荷尔斯泰因州)
默勒尔（德語：Mörel，德語發音：[ˈmøːʁəl]）是德国石勒苏益格-荷尔斯泰因州的市镇，隶属于伦茨堡-埃肯弗德县。该市镇总面积为8.69平方千米，截至2023年12月31日总人口为243人。